# Victor Lottin
Victor Charles Lottin (* 26. Oktober 1795 in Paris; † 18. Februar 1858 in Versailles, Frankreich) war ein französischer Marineoffizier und Geograph, der an bedeutenden Forschungsreisen im Südpazifik und in der Arktis teilnahm.

## Biographie
Victor Charles Lottin war der Sohn des Buchdruckers André Augustin Lottin (1761–1843) und Zoé Françoise Allou (1769–1832), Tochter eines Kurzwarenhändlers. Seine Familie war seit drei Generationen als Buchdrucker in Paris ansässig.
Im Februar 1812 wurde er an der Marineschule in Toulon aufgenommen, tat Dienst auf der Duquesneund wurde im Februar 1815 Aspirant. Er absolvierte die Abschlussklasse am 1. Mai 1816 und war bis 1817 auf die Schiffe Golo, Fleur-de-Lys und Bacchante im Mittelmeer kommandiert. Von 1818 bis 1821 war er auf der Chevrette unter Kapitän Gantier-Duparc eingesetzt und nahm an hydrografischen Missionen in der Adria, den griechischen Inseln und im Schwarzen Meer teil. Auf der Chevrette traf er bereits mit Jules Dumont d’Urville (zu dieser Zeit Fähnrich) sowie mit Charles Jacquinot und Auguste Bérard zusammen, denen er auf seinen späteren Forschungsreisen erneut begegnen sollte. Am 15. Mai 1820 wurde er zum Fähnrich befördert.
Von 1822 bis 1825 unternahm er unter dem Kommando von Louis-Isidore Duperrey eine erste wissenschaftliche Expedition um die Welt. Von 1826 bis 1829 nahm er an einer zweiten Weltumsegelung der Astrolabe, diesmal unter dem Kommando von Dumont-d’Urville teil. Auf dieser Reise wurde er am 1. Juli 1827 zum Leutnant befördert.
1836 war er auf der Recherche (Kommandant Tréhouart) auf einer Forschungsreise nach Grönland und Island kommandiert und war verantwortlich für die Durchführung von Beobachtungen des Magnetismus und weiterer physikalischer Untersuchungen. Von 1838 bis 1839 unternahm er eine weitere Forschungsreise zu Meteorologie und Physik auf der Laponia und wurde nach seiner Rückkehr dem Dépôt des cartes et plans zugeteilt. Am 30. September 1840 erhielt er die Beförderung zum Capitaine de corvette und im Mai 1848 zum Capitaine de frégate.
Von seinen Reisen brachte er eine umfangreiche Sammlung naturkundlicher Objekte mit.
Im Dépôt des cartes et plans arbeitete er an den wissenschaftlichen Publikationen zu den Expeditionen, an denen er teilgenommen hatte, unter anderem an dem Bericht über die Reise der Astrolabe – hier besonders am 2. Band der Veröffentlichung, weiterhin an dem Werk Voyage en Islande et au Groênland und von 1838 und 1839 an dem Aufsatz Notice sur les aurores boréales über das Nordlicht für die Annales maritimes.
Im November 1854 nahm er seinen Abschied.
Als Fregattenkapitän im Ruhestand starb er am 18. Februar 1858 im Alter von 62 Jahren in seinem Haus in der Rue Lafayette in Versailles.

## Familie
Als Leutnant heiratete er am 14. September 1830 in Paris Louise Rosalie Pierret (1808–1869), deren Neffe Paul Pierret war der spätere Kurator für ägyptische Altertümer im Louvre.

## Auszeichnungen
Lottin wurde am 10. April 1832 zum Ritter der Ehrenlegion ernannt. Weiterhin war er Ritter des Ordre royal et militaire de Saint-Louis und Träger des schwedischen Schwertordens. Im November 1852 wurde er als korrespondierendes Mitglied in die Abteilung für Geographie und Navigation der Académie des sciences in Paris gewählt.